# Norbert Grebmer

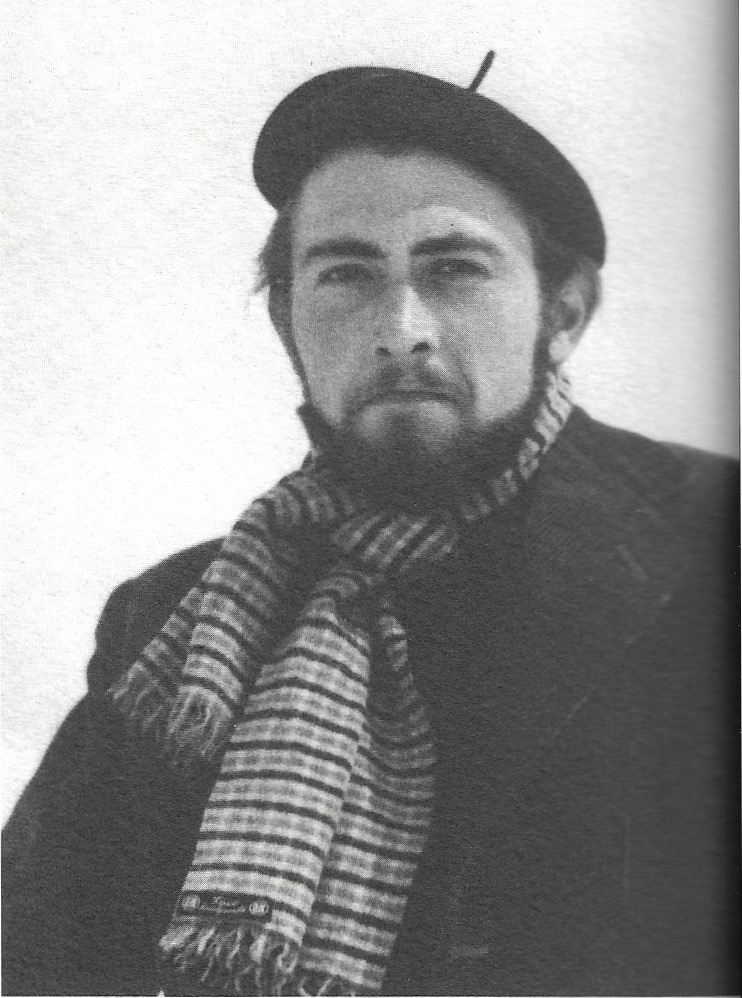
Norbert Grebmer (1973)

Norbert Grebmer (* 29. August 1929 in Feldkirch; † 28. Jänner 1983 in Feldkirch) war ein Vorarlberger Künstler und akademischer Maler des 20. Jahrhunderts. 
Zugehörig den Malern der Nachkriegszeit, erstellte er ein umfangreiches Werk aus verschiedenen Komponenten. Erhalten ist ein Großteil der Zeichnungen, Drucke, Aquarelle und Ölgemälde des jung verstorbenen Künstlers. Stilistisch hat sich Norbert Grebmer intensiv mit Kubismus, Expressionismus und auch speziell mit abstraktem Expressionismus beschäftigt. Zu listen sind jedoch auch Richtungen wie der Realismus, die jedoch in geringerer Zahl in seinem Werk auftreten.

## Leben
Am 29. August im Jahr 1929 wurde Norbert Grebmer als eines von drei Geschwistern in Feldkirch geboren. Seine schulische Laufbahn begann er in der Volksschule in Feldkirch und führte sie im Bundesgymnasium der Stadt mit Matura 1948 fort. Schon in den Tagen seiner frühen Kindheit war der Künstler interessiert an Malerei. Im Schuljungenalter entstanden bereits die ersten passablen Werke. Auf Bitten seines Vaters belegte er einen Absolventenkurs an der Handelsakademie in Bregenz, begann aber 1949 ein Studium an der Akademie der Bildenden Künste in Wien in der Meisterklasse von Albert Paris Gütersloh. 1953 schloss er mit Diplom ab und zog zurück in seine Heimatstadt Feldkirch, wo er von da an als freischaffender Maler arbeitete.
Weiters unternahm er mehrfache Studienreisen nach Italien und Frankreich als auch nach Spanien, Ägypten, Griechenland, Türkei, Marokko und Malta.
Ab September 1972 war er zusätzlich Professor für bildnerische Erziehung am Bundesgymnasium in Feldkirch. Er erkrankte zehn Jahre später an Lungenkrebs und verstarb sehr rasch am 28. Jänner 1983 in Feldkirch. Er war verheiratet und hatte eine Tochter.

## Werk
Mit einer Gedächtnisausstellung im Jahre 1988 wurde einem breiteren Publikum Einblick in das Werk des Künstlers geboten und eine Würdigung Norbert Grebmers nachgeholt.
Malen und Zeichnen war für ihn eine fortwährende Auseinandersetzung mit Emotionen, Gedanken und formalen Anliegen. So schuf er sich eine Bildsprache, in der sich Wahrnehmung, Gefühl und Poesie verbinden. Von seinen Lehrern an der Akademie der Bildenden Künste in Wien beeindruckte ihn menschlich und künstlerisch die Persönlichkeit Herbert Boeckels. Maler, mit deren Kunst er sich besonders eingehend beschäftigte, sind Pablo Picasso, Paul Klee und Emil Nolde.
Grebmer benützte die Bildfläche, um Eindrücke, die durch ein Modell, einen Gegenstand oder eine Landschaft ausgelöst wurden, subjektiv zu definieren und zu interpretieren. In der Darstellung einer menschlichen Gestalt, der Persönlichkeit eines Baumes, der Eigenart einer Landschaft oder des Erscheinungsbildes einer Architektur versuchte er, das Wesentliche des Objekts mit seinem augenblickshaften Erleben in Einklang zu bringen. Nicht der äußere Schein der Dinge, sondern deren von ihm erkannte innere Wirklichkeit war das Thema seiner Arbeit.
Raum- und flächengeometrische Tendenzen überschneiden sich in den Arbeiten der 1950er-Jahre. Farbflächen stoßen gegeneinander innerhalb eines Spannungssystems von räumlichen Elementen. Die Bildgegenstände dieser Zeit werden sachlich und distanziert behandelt, jedoch mit einer expressiven Strich- und Pinselführung. Sie sind einer strengen formalen Ordnung unterworfen.
Die Auseinandersetzung mit Fläche und Raum beschäftigte Norbert Grebmer zeitlebens. Dieser Dialog beruhigt sich nach und nach in der lyrisch-expressiven Phase der Spätwerke. Er findet zu einer Synthese, in die das unmittelbare Erlebnis vor der Natur und die kalkulierte Bildordnung gleichermaßen einbezogen werden. Der Landschaft wendet er jetzt ein besonderes Augenmerk zu. Obwohl es Norbert Grebmer wiederholt nach Italien, Frankreich und Spanien zog, wurde die unmittelbare Umgebung seines dauernden Wohnsitzes zum wichtigsten Auslöser für seine künstlerischen Vorstellungen. Die Natureindrücke um Feldkirch, das Vorarlberger Ober- und Unterland, erweckten in ihm Gedanken und Empfindungen, die sich in seiner Kunst nachvollziehen lassen. Aus der Begegnung mit der Landschaft wurde künstlerische Offenbarung.
Norbert Grebmer stellte seine eigene Malerei immer in Frage. Nichts in seinen Bildern ist vordergründig. Ein sensibles Suchen nach Spuren, die in die Tiefe führen, zeichnet sie aus. Grebmer hat sich den Themen gegenüber, die er darstellte, immer expressiv verhalten. Malen bedeutete für ihn, die sichtbare Welt zu erfahren, so tief wie möglich in sie einzudringen, und das Unsichtbare zu formulieren. Darin fand er das Ziel seines künstlerischen Lebens.
In der Taufkapelle der Dompfarre St. Nikolaus in Feldkirch befinden sich Betonglasfenster mit einem "Lebensbaum" von Grebmer.
Über den Autor und Kunstsammler Max Riccabona gelangten Werke von Grebmer auch ins Vorarlberger Landesmuseum.

## Ausstellungen
- 1952 – Kunst aus Vorarlberg, Volkshalle Feldkirch
- 1955 – Galerie Wolfrum, Wien, mit Eric Ess[5]
- 1955 – Irish Exhibition of Living Art in Dublin und Belfast
- 1955 – Lindengalerie, Schaan, Liechtenstein, mit Eric Ess und Willi Hutter
- 1956 – Künstlerhaus Palais Thurn und Taxis, Bregenz, mit Eric Ess und Walter Khüny
- 1956 – Querschnitt 56, Wiener Secession
- 1957 – Kunst aus Vorarlberg, Messehalle Dornbirn
- 1958 – Galerie Würthle, Wien, mit Eric Ess und Walter Salzmann[6]
- 1962 – Galerie Haemmerle, Götzis: Eröffnungsausstellung[7]
- 1963 – Galerie Haemmerle, Götzis: Einzelausstellung[7]
- 1964 – Galerie Haemmerle, Götzis, mit Eric Ess, Hubert Dietrich, Walter Khüny und Walter Salzmann[7]
- 1966 – Galerie Würthle, Wien, Einzelausstellung
- 1966 – Galerie Haemmerle, Götzis: Architektur in Malerei und Graphik[7]
- 1967 – Galerie Haemmerle, Götzis: Zeichnungen aus Paris, mit Eric Ess[7]
- 1969 – Galerie Haemmerle, Götzis: Aus der Privatsammlung von Ewald Haemmerle[7]
- 1970 – Aux Dominicains, Guebwiller, Elsaß
- 1971 – Palais Liechtenstein, Feldkirch, mit Eric Ess und Walter Salzmann
- 1973 – Galerie Haemmerle, Götzis: Aquarelle, Einzelausstellung[7]
- 1974 – Galerie Herzmansky, Wien: Gruppenausstellung mit Armin Pramstaller u. a.[8]
- 1975 – Galerie Haemmerle, Götzis: Landschaft – thematische Ausstellung[7]
- 1976 – Galerie Haemmerle, Götzis: Kopf-Porträt – thematische Ausstellung[7]
- 1977 – Galerie Haemmerle, Götzis: Das Aquarell – thematische Ausstellung[7]
- 1979 – Galerie Haemmerle, Götzis: Gedächtnisausstellung zum 10. Todestag von Ewald Haemmerle[7]
- 1981 – Galerie Haemmerle, Götzis: Zeitgenössische Kunst[7]
- 1982 – Galerie Haemmerle, Götzis: 20 Jahre Galerie Haemmerle[7]
- 1987 – Wege zum Bildwerk, Ausstellung zum 70. Geburtstag von Heimo Kuchling, Hochschule für Gestaltung in Linz
- 1988 – Retrospektive "Norbert Grebmer 1929–1983" im Palais Liechtenstein in Feldkirch
- 1991 – Wege zum Bildwerk, Stift Seitenstetten, Niederösterreich[9][10]
- 2005 – Kunsthaus Rohner, Lauterach: Norbert Grebmer. Mensch, Puppe, Landschaft und Stadt. Kuratiert von Rudolf Sagmeister.[11]
- 2017 – Werner-Berg-Museum, Bleiburg: Wege zum Bildwerk, Heimo Kuchling zum 100. Geburtstag.

## Auszeichnungen
- 1956: Preis des Institut Français beim Tiroler Graphik-Wettbewerb